# 埃爾克蘭鎮區 (密歇根州)
埃爾克蘭鎮區（英語：Elkland Township）是位於美國密歇根州土斯科拉縣的一個行政鎮區。

## 地方資料
埃爾克蘭鎮區的面積為92.20平方千米，當中陸地面積為92.20平方千米，而水域面積為0.00平方千米。根據2020年美國人口普查的數據，當地共有人口3532人，而人口密度為每平方千米38.31人。